# دوري الرجبي لذوي الإعاقة الجسدية
دوري الرجبي للأشخاص ذوي الإعاقات الجسدية هو نسخة معدلة من دوري الرجبي لكرة القدم مصممة لتناسب الأشخاص ذوي الإعاقات الجسدية المختلفة.

## تاريخ
تم إنشاء دوري الرجبي للأشخاص ذوي الإعاقة الجسدية بواسطة دوري الرجبي للأشخاص ذوي الإعاقة الجسدية في ولاية نيو ساوث ويلز وأسسه جورج تونا في عام 2010.
تأسست بيدليرنز في نيوزيلندا في عام 2015.
أقيمت أولى مباريات  بيدريل الدولية في عام 2018. تنافست أستراليا ونيوزيلندا ونجوم الكومنولث كجزء من بطولة ألعاب الكومنولث 2018 الاستعراضية في فبراير 2018. لعبت أستراليا ونيوزيلندا سلسلة من ثلاث مباريات في أكتوبر 2018، إلى جانب بطولة الأمم الناشئة 2018.
أقيمت بطولة بيدريل لأول مرة في إنجلترا في فبراير 2018 بمباراة بين وارينغتون وولفز و ليدز راينوس، وفاز الأخير بنتيجة 22-10. في أغسطس 2018، هزم وارينغتون فريق رابيتوهس جنوب سيدني بنتيجة 34-12 في ملعب أستراليا في سيدني. في عام 2019، تم تأسيس بطولة مكونة من 6 فرق في إنجلترا، والتي فاز بها وارينغتون.
أُقيمت بطولة كأس العالم الأولى لدوري الرجبي في وارينغتون، في الفترة من 23 إلى 30 أكتوبر 2022، كحدثٍ استعراضيٍّ بالتزامن مع كأس العالم لدوري الرجبي 2021، وشاركت فيها فرقٌ من أستراليا وإنجلترا ونيوزيلندا وويلز، وقد حقق الفريق الإنجليزي الفوز. وشارك الممثل الكوميدي آدم هيلز ضمن تشكيلة أستراليا في البطولة، وكان متحدثًا باسم الحدث.

## اختلافات القواعد
يتم لعب دوري الرجبي للأشخاص ذوي الإعاقة الجسدية مع الاختلافات التالية عن القوانين القياسية لدوري الرجبي، وفقًا لدوري الرجبي للأشخاص ذوي الإعاقة الجسدية في ولاية نيو ساوث ويلز:
- تتكون كل مباراة من شوطين مدة كل منهما 20 دقيقة.
- يتكون كل فريق من 9 لاعبين.
- يتم استبدال التدافعات بتغييرات لعب الكرة.
- يرتدي اللاعبون شورتًا أسود أو أحمر، اعتمادًا على إعاقتهم الجسدية.
- يلعب اللاعبون القصيرون باللون الأحمر قواعد كرة القدم اللمسية عند "التدخل" أو "التعرض للتدخل".
- يلعب اللاعبون السود القصيرون باتصال كامل.
- يُسمح للاعبين اثنين بدون إعاقات جسدية لكل فريق، ولكن لا يمكنهما تسجيل المحاولات أو ركل الأهداف أو الركل في اللعب العام.
- تعمل حالة التسلل بطريقة مشابهة لطريقة اللعب العادية في دوري الرجبي.
- الفرق مفتوحة للاعبين الذكور والإناث.

قواعد كأس العالم
وقد اختلفت القواعد المستخدمة خلال كأس العالم 2021 عن تلك المذكورة أعلاه.
- تتكون كل مباراة من شوطين مدة كل منهما 25 دقيقة.[7][8]
- كان كل فريق يتكون من 11 لاعبًا.[9][10]
- خضع اللاعبون لعملية تصنيف، وارتدوا جوارب ملونة بناءً على مستوى إعاقتهم. صُنِّف اللاعبون إلى A (أرجواني)، B (وردي)، أو C (أزرق) بناءً على عوامل مثل ضعف القوة العضلية وضعف الأطراف، وحُدِّد عدد اللاعبين في الملعب في كل فئة من هذه الفئات بحد أقصى ثلاثة لاعبين من الفئة A وثلاثة لاعبين من الفئة C كحد أدنى. وكانت الجوارب تُضاف إلى السراويل الحمراء للدلالة على اللاعبين الذين لا يمكن عرقلتهم.[9][10][11][12]